# 잉글랜드계 미국인
잉글랜드계 미국인(영어: English American)은 잉글랜드인을 조상으로 하는 미국 사람들을 지칭한다. 미국의 민족. 잉글랜드 민족의 조상이 있으면 순종, 혼혈은 묻지 않는다. 영국계 미국인의 일부이며 종종 앵글로 아메리칸즈라고 불리기도 한다. 식민지 시대부터 19세기까지 상업 활동을 위해 신대륙으로 건너간 사람들이 많다. 그러므로 초기의 미국의 정치적, 경제적 중심 인물은 잉글랜드계가 거의 대부분을 차지한다.
미국 커뮤니티 조사(American Community Survey)에 따르면, 2008년 미국 전체 인구의 약 9.0%(약 2700만명)가 잉글랜드에 기원하고 있으며, 독일계, 아일랜드계에 이어 세 번째로 큰 유럽계 미국인이다. 그러나 통계들에 따르면, 잉글랜드계 미국인은 거의 대부분 스스로를 “순수 미국인”으로 인식하는 경향이 강한 것으로 밝혀졌다. 한 때 미국은 영국의 식민지이며, 미국을 건국한 것은 영국이라는 역사적 인식이 있기 때문이라는 견해도 있다.
1980년의 인구 조사에 따르면, 약 4900만명(49,598,035명)의 미국인이 잉글랜드계라고 신고하였으며, 전체의 26.34%를 차지하는 것으로 나타났다. 이는 미국 민족 중 최대 인원이며, 당시의 잉글랜드 인구를 웃도는 수이다. 2000년에 실시된 인구 조사에 따르면, 약 2450만명의 미국인이 잉글랜드계라고 신고하였으며, 그 비율은 8.7%를 차지하였다. 그러나 1980년 인구 조사에서 거의 5000만명에 가까운 미국인이 잉글랜드계(혼혈 포함)라고 신고했는데, 2000년 조사에서는 약 3000만명 정도가 빠진 것이다. 1980년에 23,748,772명의 미국인이 순종이나 주요 혈통의 잉글랜드계로 신고했고, 그 이외의 25,849,263명이 혼혈이라고 신고하였다.

## 같이 보기
- 잉글랜드인
- 유럽계 미국인
- 영국계 미국인
- 스코틀랜드계 미국인
- 아일랜드계 미국인